# Flora Tabanelli
Flora Tabanelli, né le 20 novembre 2007, est une skieuse acrobatique italienne, médaillée d'or aux X Games, vainqueur du classement général de la Coupe du monde de ski acrobatique en 2025.

## Palmarès

### Championnats du monde
| Épreuve / Édition      | Big Air              |
| Mondiaux 2025 Engadine | Médaille d'or, monde |

### Coupe du monde
- 1 gros globe de cristal :
  - Vainqueur du classement Freeski Park & Pipe en 2025.
- 1 petit globe de cristal :
  - Vainqueur du classement big air en 2025.
- 9 podiums dont 3 victoires.

| Saison / Épreuve | Big air            | Slopestyle |
| ---------------- | ------------------ | ---------- |
| 2024-2025        | Kreischberg Tignes | Stoneham   |